# 蓬泰维科
蓬泰维科（義大利語：Pontevico），是意大利布雷西亚省的一个市镇。总面积29平方公里，人口7120人，人口密度245.5人/平方公里（2009年）。国家统计（ISTAT）代码为017149。